# 尤里·谢德赫
尤里·谢德赫（俄语：Ю́рий Седы́х，Yuriy Sedykh，1955年6月11日—2021年9月14日），俄罗斯男子田径运动员，主攻链球。他曾代表苏联参加1976年、1980年、1988年夏季奥林匹克运动会田径比赛，获得两枚金牌、一枚银牌。他还曾在世界田径锦标赛上获得一金一银。他在田径生涯中曾6次打破世界纪录，截至2023年仍为男子链球世界纪录保持者。

## 个人生活
尤里·谢德赫曾与短跑运动员、1980年莫斯科奥运会女子100米金牌得主柳德米拉·康德拉季耶娃结婚，后离婚。两人育有一女奥克萨娜·康德拉季耶娃，亦为链球运动员，曾获2013年喀山大运会女子链球亚军（后因使用禁药被取消成绩）。
谢德赫后与女子铅球运动员、世界纪录保持者娜塔莉娅·利索夫斯卡娅结婚。两人育有一女阿莱克西娅·谢德赫，同样为链球运动员，曾获2010年新加坡青奥会女子链球冠军。